# Alessio Vlad
Alessio Vlad (Roma, 15 maggio 1955) è un musicista italiano.

## Biografia
Figlio di Roman Vlad e Licia Borrelli, studia pianoforte alla scuola di Vincenzo Vitale, composizione e direzione d’orchestra al Conservatorio di Santa Cecilia e all’Accademia Chigiana di Siena con Guido Turchi e Franco Ferrara, fenomenologia musicale con Sergiu Celibidache. Contemporaneamente frequenta la facoltà di Lettere e Filosofia e i corsi di Storia dell’Arte di Cesare Brandi all’Università di Roma.
Dopo essere stato maestro sostituto al Festival di Spoleto e al Teatro dell’Opera di Roma dove lavora, tra gli altri, con direttori come Thomas Schippers, Bruno Bartoletti, Gianandrea Gavazzeni, registi come Luchino Visconti e Eduardo de Filippo, compositori come Nino Rota e dopo essere stato allievo e collaboratore di Leonard Bernstein inizia una attività di direttore d’orchestra che lo porta a dirigere opere e concerti in tutto il mondo.
Nel 1999 è nominato direttore artistico del Teatro Donizetti di Bergamo, dal 1999 al 2001 del Teatro Carlo Felice di Genova, dal 2004 al 2014 del Teatro delle Muse di Ancona, dal 2006 al 2007 del Teatro di San Carlo di Napoli, dal 2008 al 2020 consulente del Festival dei Due Mondi di Spoleto. Nel 2011 è invitato a partecipare alla ideazione del progetto artistico della stagione di apertura della Royal Opera House dell’Oman, nel 2015 è tra i fondatori, e poi consulente artistico, della Rete Lirica delle Marche; dal 2002 al 2006, fa parte del consiglio di indirizzo della Fondazione Ravello, dirigendone una delle sezioni e poi, tra il 2016 e 2018 e dal 2020, è direttore artistico del Festival.
Dal 2010  al 2023 è direttore artistico del Teatro dell’Opera di Roma, dal 2023  del Teatro Regio di Parma.
L’Associazione dei Critici Musicali Italiani ha insignito di dieci Premi Abbiati, per categorie diverse, spettacoli prodotti durante la sua direzione artistica dai Teatri di Genova, Ancona, Napoli e Roma.

## Compositore
Come compositore per il teatro ed il cinema ha collaborato, tra gli altri, con registi come Bernardo Bertolucci (“L’Assedio”, Globo d’Oro per la migliore colonna sonora del 1999), e Franco Zeffirelli (“Sei Personaggi in Cerca d’Autore” di Pirandello in Italia e al National Theatre di Londra, “Storia di una Capinera”, “Jane Eyre”, “Un Tè con Mussolini”, “Callas Forever” e “Omaggio a Roma”). Da ricordare anche la collaborazione con Cristina Comencini (“La fine è Nota”, “Va dove ti porta il Cuore”) e Giorgio Ferrara (“Tosca e altre Due”, “Memoires” di Goldoni-Strehler al Teatro di Montparnasse a Parigi e alla Biennale di Venezia). 
Nel 1999 vince il Globo d’Oro per la musica del film L’Assedio

## Musiche per il cinema
- Italia-Germania 4-3,regia di Andrea Barzini (1990)
- La Bocca. regia di Luca Verdone (1990)
- Toscana, regia Franco Zeffirelli (1991)
- La Valle di Pietra, regia Maurizio Zaccaro (1991)
- Storia di una Capinera, (1993) regia Franco Zeffirelli (1993)
- La fine è nota, (1993) regia Cristina Comencini (1993)
- L’articolo 2, regia Maurizio Zaccaro (1993)
- La storia che segue, regia Paolo Franchi (1994)
- Croce e delizia, regia Luciano de Crescenzo (1995)
- Jane Eyre, regia Franco Zeffirelli (1996)
- Va dove ti porta il cuore, regia Cristina Comencini (1996)
- Cervellini fritti impanati, regia Maurizio Zaccaro (1996)
- La vita cambia, regia Gianluigi Calderone (1999)
- L’Assedio, regia Bernardo Bertolucci (1999)
- Un tè con Mussolini, regia Franco Zeffirelli (1999)
- Hotel Alexandria. (1999) regia Andrea Barzini
- Liberate i pesci, regia Cristina Comencini (2000)
- Callas Forever, regia Franco Zeffirelli (2002)
- Tosca e altre due (2003) regia Giorgio Ferrara
- I Colori della Gioventù (2006) regia Gianluigi Calderone
- Omaggio a Roma (2009) regia Franco Zeffirelli
- La meravigliosa avventura di Antonio Franconi (2011) regia Luca Verdone
- Nour (2019) regia Maurizio Zaccaro

## Musiche per il Teatro
La vedova scaltra (1984) regia Giorgio Ferrara
Sei personaggi in cerca d’autore (1991) regia Franco Zeffirelli
I Viceré (1994) regia Armando Pugliese
La guerra di Troia non si farà (2000) regia Armando Pugliese
Antonio e Cleopatra (2006) regia Lamberto Puggelli
Memoires (2007) regia Giorgio Ferrara
Processo a Tiberio (2007) regia Giorgio Ferrara
I remember (2009) regia Oleksander Bylozub
Il fu Mattia Pascal (2011) regia Tato Russo
Turandot (2021) regia Pier Luigi Pizzi